# Mulsum
El mulsum (a veces denominado posteriormente clarea o aloja) es un vino típico no sólo de la época del Imperio romano, sino también de épocas posteriores, particularmente entre los visigodos. La única receta que se tiene hoy en día para la elaboración de este vino condimentado procede de Columella, en la que el mosto y la miel fermentan juntos. Sobre la composición del mulsum hay muchos debates. La etimología de este nombre proviene de mulcere, que significa 'acariciar', indicando su característica delicada como vino.

## Composición
Sobre la verdadera composición existen diversas opiniones; de esta forma se sabe que algunos autores sostienen que el mulsum se elaboraba con la primera prensada a la que tras fermentar se le añadía miel (aparece como vino et melle en numerosas referencias) en proporción de cuatro partes de vino y una de miel. Otros dicen incluso que se trata del vino nuevo recién sacado de la primera prensada, de tal forma que se trata de un vino joven; así San Isidoro en las Etimologías.

## Usos
El mulsum es por tanto una bebida alcohólica de sabor dulce muy similar a la hidromiel (que se realiza por el contrario con la fermentación tan sólo de agua y miel). Era costumbre en la época ofrecer este vino al comienzo de los banquetes. Se sabe que a pesar de llevar miel en su composición resultaba más asequible que la miel pura, en los tiempos del Imperio romano.